# Energy Bremen
Energy Bremen (en français : « NRJ Brême ») est une station régionale de Energy Deutschland (NRJ Allemagne) destiné aux habitants du land allemand de Brême.

## Historique

### Identité visuelle (logo)

Logo jusqu'en 2014
Logo à partir de 2014

## Diffusion
Les programmes d'Energy Bremen sont faits à Brême. Ils sont destinés aux habitants de Brême, Bremerhaven et de leurs alentours.